# Уттендорф
Уттендорф —  містечко та громада округу Целль-ам-Зе в землі Зальцбург, Австрія.
Уттендорф лежить на висоті 804 над рівнем моря і займає площу 167,75 км². Громада налічує 2909 мешканців.
Густота населення 17/км².
Територія округу Целль-ам-Зе збігається з областю (гау) землі Зальцбург, що носить назву Пінцгау. Це гірська область Австрії з мальовничими долинами
й високогірними озерами, зокрема озером Целль, від якого походить назва округу. Головною індустрією області є спортивний туризм, особливо пов'язаний із зимовими видами спорту, для яких тут сворено всі умови: гірськолижні траси й підйомники, траси для бігу на лижах. Улітку в Пінцгау популярні туристичні походи, гірські велосипеди. Поряд із туризмом в Пінцгау
проводяться численні міжнародні змагання. Кожне містечко й сільце області має розвинуту інфраструктуру для прийому туристів і дбає про свої
музеї та інші визначні місця.
У місті є залізнична станція.
|                                    |
| Уттендорф на мапі округу та землі. |

Рада громади складється з 19  членів. Бургомістом міста є Ганнес Лерхбаумер від Соціал-демократичної партії Австрії. Адреса управління громади: Dorfbachstraße 1, 5723 Uttendorf (Salzburg).

## Уродженці
- Каєтан Мюльман (1898—1958) — австрійський мистецтвознавець, націонал-соціаліст, член СС.

## Виноски
1. ↑  Dauersiedlungsraum der Gemeinden Politischen Bezirke und Bundesländer - Gebietsstand 1.1.2018 — Статистичне управління Австрії.
2. ↑   www.uttendorf.at